# Fredrik Rosing Bull
 Fredrik Rosing Bull  (Oslo, 25 de diciembre de 1882 - 7 de junio de 1925) fue un pionero de las TIC, conocido por inventar y diseñar algunas de las primeras máquinas para gestionar las tarjetas perforadas.
En 1907 acabó sus estudios de ingeniería civil en la Escuela Técnica de Kristiania (Kristiania Tekniske Skole). En 1916 fue contratado como inspector técnico de la compañía de seguros de Storebrand. Allí es donde se interesó por la tecnología de las tarjetas perforadas con las que la empresa trabajaba, y asumió la tarea de desarrollar su propia máquina para la gestión de estas. En 1919 obtuvo su patente, y en 1921, había dispuesto un equipo de trabajo que se hizo cargo de la implantación de su nueva máquina a la empresa donde entonces trabajaba, Storebrand . Este equipo aportó varias ideas completamente nuevas y más eficaces para la máquina de Bull, haciendo que ésta fuera superior a la hasta entonces utilizada, la máquina tabulador de Herman Hollerith, precursor de IBM . Bull siguió desarrollando sus ideas, mejorando la máquina, la cual tuvo un gran éxito en el resto de Europa. Trágicamente, se le diagnosticó cáncer con una edad muy prematura y murió en 1925 con sólo 42 años de edad. Sus patentes fueron posteriormente vendidas y el 1931 constituyeron las bases para la fundación de la empresa francesa Groupe Bull, hoy en día una de las empresas más grandes operativa en más de 100 países.

## Familia
Nacido en Oslo, hijo de Ole Bornemann Bull (1842-1916) y su primera esposa Marie Cathrine Lund (1843-1884). Su padre, el Dr. Ole Bornemann Bull, fue un reconocido oculista. Entre otras cosas, colaboró con Gerhard Armauer Hansen que descubriría el  Mycobacterium leprae  el agente causante de la lepra, en la investigación de los efectos de la lepra en los ojos. También es conocido por haber desarrollado un método para determinar el grado de sensación del color.
Fredrik se crio en una familia numerosa. Fue el octavo de quince hermanos. La familia Bull representa a la vez el talento y la pasión por la tecnología y la ciencia ya que, por ejemplo, todos los hermanos mayores de Fredrik fueron ingenieros. Su hermano Anders Henrik Bull es conocido por sus estudios en telegrafía sin hilos, radiotelegrafía.
Fredrik siguió con la tradición familiar y en 1904 empezó sus estudios de ingeniería de la construcción en la Kristiania Teknisk Skole.

## Educación
Fredrik Rosing Bull comenzó sus estudios de ingeniería civil en Escuela Técnica de Kristiania en 1904, estudios que acabaría en 1907.
La Escuela Técnica de Kristiania fue construida en Oslo en 1889, y en aquella época proporcionaba el máximo grado de estudios ofrecidos a Noruega en ingeniería civil.
Fredrik Rosing Bull fue un estudiante con mucho talento, obteniendo unas de las mejores notas de su promoción.

## Storebrand
En 1916 fue contratado como inspector técnico de la compañía de seguros de Storebrand donde entraría en contacto con las máquinas tabuladoras del momento.
Las tarjetas perforadas y máquinas de tarjetas perforadas ya habían sido desarrolladas en los Estados Unidos por el ingeniero Herman Hollerith y se utilizaron inicialmente en Noruega por la Oficina Central de estadística en 1894.
El interés de Bull por las máquinas de tarjetas perforadas parece que viene dado a un viaje. Fredrik Bull fue enviado al extranjero a estudiar los sistemas de Hollerith de donde volvió con una idea clara de que los sistemas de Hollerith eran caros e inestables. Estaba convencido de ser capaz de desarrollar algo que fuera más barata y más adecuada a las necesidades de la empresa para la que trabajaba, Storebrand, llegando a afirmar que él podía construir un sistema mejor que el de Hollerith. Debido a ello, logró recibir un anticipo de 10 000 dólares para trabajar en su máquina. Las condiciones de trabajo fueron complicadas ya que en caso de no tener éxito con el proyecto, el importe total debía ser reembolsado.
Su plan era utilizar la técnica electromagnética que ya estaba utilizando Hollerith, pero con una serie de mejoras. La utilización de las tarjetas perforadas de 45 columnas permitían leer la información al hacer contacto a través de los agujeros. Este método permitía tratar la información de manera mucho más rápida. Mientras que las máquinas del momento obligaban a hacer gran parte del trabajo manual, Bull aportó diversas mejoras para la reducción de esta parte de trabajo manual, como la estandarización de las tarjetas perforadas y la preselección. En terminología moderna podríamos decir que las mejoras de Bull querían hacer una máquina de tarjetas perforadas programable y universal.

## La primera máquina
Bull necesitó casi 2 años para poder poner en práctica sus ideas, en el que sería su primera máquina completa.
La máquina fue presentada en su taller a los directores de Storebrand el 12 de enero de 1921 y posteriormente adquirido por 20.000 libras esterlinas el 21 de enero de 1921 .
La máquina que se instaló en Storebrand es un combinado de máquinas ordenadores y máquinas tabuladoras. La máquina sin embargo, no tuvo éxito ya que no era lo suficientemente eficiente, estable ni fiable como se esperaba. Todo y así estuvo en funcionamiento en Storebrand hasta el 1926.
Al mismo tiempo, Bull había puesto en contacto con un antiguo amigo de la escuela secundaria de Nordstrand, Reidar Knutsen quien dirigía la empresa Oka. Con este contacto es cuando conoció a Knut Andreas Knutsen el hermano pequeño de Reidar, que era ingeniero, y quien comenzó a trabajar con Bull.

## La máquina de Bull
El 31 de julio de 1919 Bull había hecho tantos avances que decidió patentar su creación. En su patente se describe en detalle su idea de una máquina tabulador programable y de cómo podía ser construida. No sería pero hasta el 1923 que tendría completamente terminada.
Gracias a su invento, bautizado como la 'máquina ordenadora, grabadora y sumadora utilizando tarjetas perforadas' ( sorter, recorder & adder ), y una vez visto el éxito obtenido, emprende entonces la producción de nuevos ejemplares de su máquina T -30 aportando perfeccionamientos sucesivos. Varias compañías de seguros de Dinamarca como Storebrand se interesan por su tecnología.
Fredrik firmó entonces un contrato con la sociedad Oka, dirigida por Reidar Knutsen, la cual se hizo cargo de los gastos de fabricación y de comercialización. La producción de estas máquinas se llevó a cabo en un taller de precisión de Oslo.
La máquina de Bull utilizaba tarjetas perforadas de 45 columnas, con perforaciones redondas y un sumador rotatorio. Su máquina, mejora sustancialmente a las máquinas que hasta entonces ofrecía la competencia, Hollerith y Powers, gracias al mecanismo de Preseli colección de tarjetas perforadas.
La máquina resultó ser un éxito y recibió muy buenas críticas y publicidad. Los factores clave del éxito consistieron en: la calidad técnica de la máquina, la sencillez a la hora de utilizarla, la aportación respecto a la tecnología anterior, el ahorro de costes y la posibilidad para los usuarios de salir del monopolio de IBM y poder comprar sus propios equipos en lugar de alquilarlos.

## Otras patentes
Bull seguir trabajando en mejoras para la máquina y también en el desarrollo de nuevas máquinas. Por ejemplo, una máquina de clasificación y una nueva máquina tabulador.
Algunas de las mejoras a tener más en cuenta son: el cambio de los interruptores que controlaban la entrada de las tarjetas perforadas y la ampliación del dispositivo a mayor escala.
El dispositivo de lectura era la parte más crítica de la máquina. Construido con una serie de conductores de la electricidad o manantiales, las tarjetas perforadas eran introducidas en la máquina donde al prensar, estos manantiales pasaban a través de los agujeros de las tarjetas produciendo contacto. Como los manantiales sólo pasaban por donde había agujero en la tarjeta, se almacenaba la información correcta. Uno de los problemas principales de este método era la poca robustez del material de las tarjetas, lo que hacía que el método no siempre funcionara de la manera más correcta. Otro problema importante era el polvo que se introduce en los agujeros de los contactos. Finalmente, uno de los problemas más graves con los que Bull y Knutsen se encontraron, fue que debido a los contactos se creaban chispas que hacían que la máquina dejara de funcionar frecuentemente. Todos estos detalles fueron siendo mejorados constantemente.
La producción de las máquinas de Bull se inició de una manera bastante lenta. En 1921 se produjeron un total de 2 máquinas, 2 en 1922, 2 en 1923, 4 en 1924 y 6 en 1925, distribuidas todas entre empresas de Noruega, Dinamarca (de donde cabe destacar la HAFNI), Finlandia y Suiza. Siempre hubo muchos problemas con las máquinas y Knut Andreas Knutsen estuvo constantemente viajando por estos países reparando y modificando las máquinas de los clientes.

## Enfermedad y muerte
En verano de 1924 se le diagnosticó cáncer, enfermedad que acabaría con su vida, pese a las operaciones a las que se sometió, el 7 de junio de 1925, cuando Bull tenía sólo 42 años de edad.
Aunque el diagnóstico del verano de 1924, Bull siguió trabajando, hasta el agravamiento que sufrió en otoño de ese mismo año. Los médicos no le dieron ninguna esperanza, y él, consciente de su destino dejó el trabajo hecho, aprovechando los últimos días para compartir sus últimas ideas con Knutsen, a quien le sería encargado continuar con su obra. Sus derechos sobre las patentes fueron adquiridos por Oka, donde Knutsen fiel a las ideas de Bull, continuaría la expansión de la máquina y la empresa. Knutsen se concentró en nuevas máquinas para la obtención de los resultados registrados impresos en papel, ordenados tanto numéricamente como en orden alfabético y de impresión. Fue el primero en aplicar métodos de impresión mediante ruedas.

## Groupe Bull
Los años siguientes a la muerte de Bull, 1926, 1927 y 1928 fueron años de dificultades pero también de alegrías y sorpresas. Las máquinas instaladas y alquiladas en compañías suizas despertaron un gran interés en Suiza. En 1927, el belga Emile Genon compraba las patentes para poder realizar su explotación en el continente Europeo (excepto Escandinavia). En 1928 entraría en un acuerdo con la empresa suiza HW Egli para la producción de las máquinas de Bull. La producción comenzó en 1929.
Más tarde, Genon, consciente de las mejoras de Knutsen en Escandinavia intentó mejorar también sobre sus patentes, la tecnología de la máquina de clasificación vertical y la de impresión en papel. Esto lo consiguió definitivamente al hacerse con los servicios de Knutsen a quien le fue ofrecido el puesto de ingeniero jefe de HW Egli. Este aceptó a cambio de mover la empresa a Francia donde había más mercado al que llegar. Así pues, se fundó en 1931 la Bull-HW Egli con sede en París. Dos años más tarde, en 1933, la empresa sufriría una reorganización y un cambio de nombre, se pasaba a decir Compagnie des Machines Bull, la actual Groupe Bull. Knutsen continuó como ingeniero jefe hasta su jubilación en 1958.